# Шиповатое (село)
Шипова́тое (укр. Шипувате) — село,
Шиповатский сельский совет,
Великобурлукский район,
Харьковская область, Украина.
Код КОАТУУ — 6321486001. Население по данным 2024 г. составляет около тысячи человек.
До 2020 года являлось административным центром Шиповатского сельского совета, в который, кроме того, входили сёла
Весёлое,
Нестеровка,
Средний Бурлук,
Шляховое и
посёлок Шиповатое.

## Географическое положение
Село Шиповатое находится в 4-х км от реки Великий Бурлук, по селу протекает пересыхающий ручей на котором сделано несколько запруд.
На расстоянии в 2 км расположена железнодорожная станция Шиповатое.

## История
- 1716 год — дата основания слободы на землях Изюмского слободского полка[1].
- В 1732 году в слободе насчитывалось 297 взрослых мужчин, в том числе 285 подданных.
- В 1765 году из-за ликвидации полкового устройства Слобожанщины слобода Шиповатая была отнесена к Купянскому комиссарству Изюмской провинции Слободско-Украинской губернии.
- В 1773 году, кроме 20 человек из духовенства, население села составляло 860 чел.
- Засуха и саранча уничтожили посевы хлеба в 1822 и 1832 годах. Много людей гибло от эпидемий (холера 1831, 1847 и 1848 годов, а в 1849 г. — цинга).
- В 1861 при отмене крепостного права 757 ревизских душ в Шиповатом получили в надел земли (в среднем по 2,4 десятины). Но помещики отобрали у них луга, низменные влажные участки, выпасы, которыми крестьяне пользовались до реформы. Также крестьяне платили множество налогов, часто превышавших прибыли от их хозяйств. Крестьяне разорялись, уходили на заработки на Дон, в ближайшие города, на шахты Донбасса.
- После реформы 1861 года в селе стали развиваться крестьянские промыслы.
- В 1864 году открылся винокуренный завод.
- Шиповатое являлось волостным центром Волчанского уезда Харьковской губернии.
- В селе в 1864 насчитывалось 2265 жителей, 350 дворов. Также были 2 лавки и почтовая станция.
- Строительство железной дороги Белгород — Купянск (начатое в 1901 году), пролегавшей рядом с селом, способствовало оживлению хозяйственной жизни.
- Несколько крестьянских выступлений произошли в ходе Первой русской революции 1905—1907 годов в Шиповатом.
- В 1923 году из частей Шиповатской и Бурлуцкой волостей Волчанского уезда Харьковской губернии УССР был создан небольшой Шиповатский район, входивший в Купянский округ; а часть Шиповатской волости отошла к Бурлуцкому району.
- В 1934 году создана Шиповатская машинно-тракторная станция.
- В начале июня 1942 года село было оккупировано.
- В 1950 году село было полностью восстановлено от разрушений немецкой оккупации.
- С 1960 по 1976 год в селе были построены 258 домов.
- В 1976 году в селе были 4 клуба.

## Образование
- В 1773 году при церкви была начальная школа.
- В 1865 году открылась церковно-приходская школа с 3-летним сроком обучения.
- В 1892 году в школе был один учитель и обучались 63 ученика.
- С 1917 по 1976 год более 150 выпускников школ Шиповатого закончили ВУЗы.
- С 1967 по 1976 год Шиповатскую автошколу закончили более 5 000 шофёров. В 1976 в ней были 22 преподавателя.
- В 1976 году в селе работали средняя и начальная школы, в которых 29 учителей обучали 348 учеников.

## Происхождение названия
Село Шиповатое получило свое название от "Шиповатого байрака", который упоминается еще до основания поселения в документе 1693 года.

## Экономика
- В селе были молочно-товарная ферма, машинно-тракторные мастерские.
- «Шиповатое», ООО.
- Агрофирма «Шиповатое».
- «Зоря», ООО.

## Объекты социальной сферы
- Средняя школа.
- Спортивная площадка.
- Дом культуры.
- Шиповатская участковая больница.

## Достопримечательности
- Братская могила советских воинов.
- Энтомологический заказник местного значения «Волчий Яр». Заказник размещен в урочище «Волчий Яр» на крутых склонах балки восточной экспозиции. Тут живут редкие степные насекомые: богомол обыкновенный, дыбка степная, усач земляной крестоносец, шмель пахучий, мелитурга белоусая, рофитоидес серый, сколия степная, синявец ремнус, каптурница серебристая, совка сокирковая — виды, которые занесены в Красную книгу Украины[4].
- Региональный ландшафтный парк «Великобурлукская степь». Площадь 2042,6 га. Размещается на территории пгт Великий Бурлук и сёл Катериновка, Червоная Хвыля, Шиповатое, Андреевка, Горяное, посёлок Плоское[5].

## Известные уроженцы
- Гонтарь, Константин Александрович (род. 1930) — Герой Социалистического Труда.
- Заболотный, Иван Николаевич (1916—1942), лётчик, Герой Советского Союза.
- К. Г. Гунченко - генерал Советской армии.
- А. А. Слисаренко - советский писатель.